# Eugenia Bosco
Eugenia Bosco (* 12. Juni 1997 in San Pedro) ist eine argentinische Seglerin.

## Erfolge
Eugenia Bosco ist seit 2017 in der Bootsklasse Nacra 17 aktiv. Ihren ersten großen Erfolg erzielte sie mit Mateo Majdalani bei den Panamerikanischen Spielen 2019 in Lima, als die beiden hinter dem US-amerikanischen Boot und vor Brasilien den zweiten Platz belegten und damit die Silbermedaille erhielten. Vier Jahre darauf verbesserten sie diesen Erfolg nochmals. Sie gewannen bei den Panamerikanischen Spielen 2023 in Santiago de Chile die Goldmedaille. Nach einem zehnten Platz bei den Weltmeisterschaften 2022 und einem neunten Platz 2023 verpassten Bosco und Majdalani bei den Weltmeisterschaften 2024 als Vierte knapp eine Podestplatzierung.
Bei den Olympischen Spielen 2024 in Paris gingen Bosco und Majdalani ebenfalls gemeinsam an den Start. Sie gewannen in der Regatta eine der ersten zwölf Wettfahrten und gingen mit 41 Punkten als Zweite ins abschließende Medal Race, das sie auf dem siebten Platz abschlossen. Mit 55 Punkten belegten sie schließlich hinter den Olympiasiegern Ruggero Tita und Caterina Banti aus Italien, die 31 Punkte erzielt hatten, und vor den mit 63 Punkten drittplatzierten Neuseeländern Micah Wilkinson und Erica Dawson den zweiten Platz.